# Super Gasindo

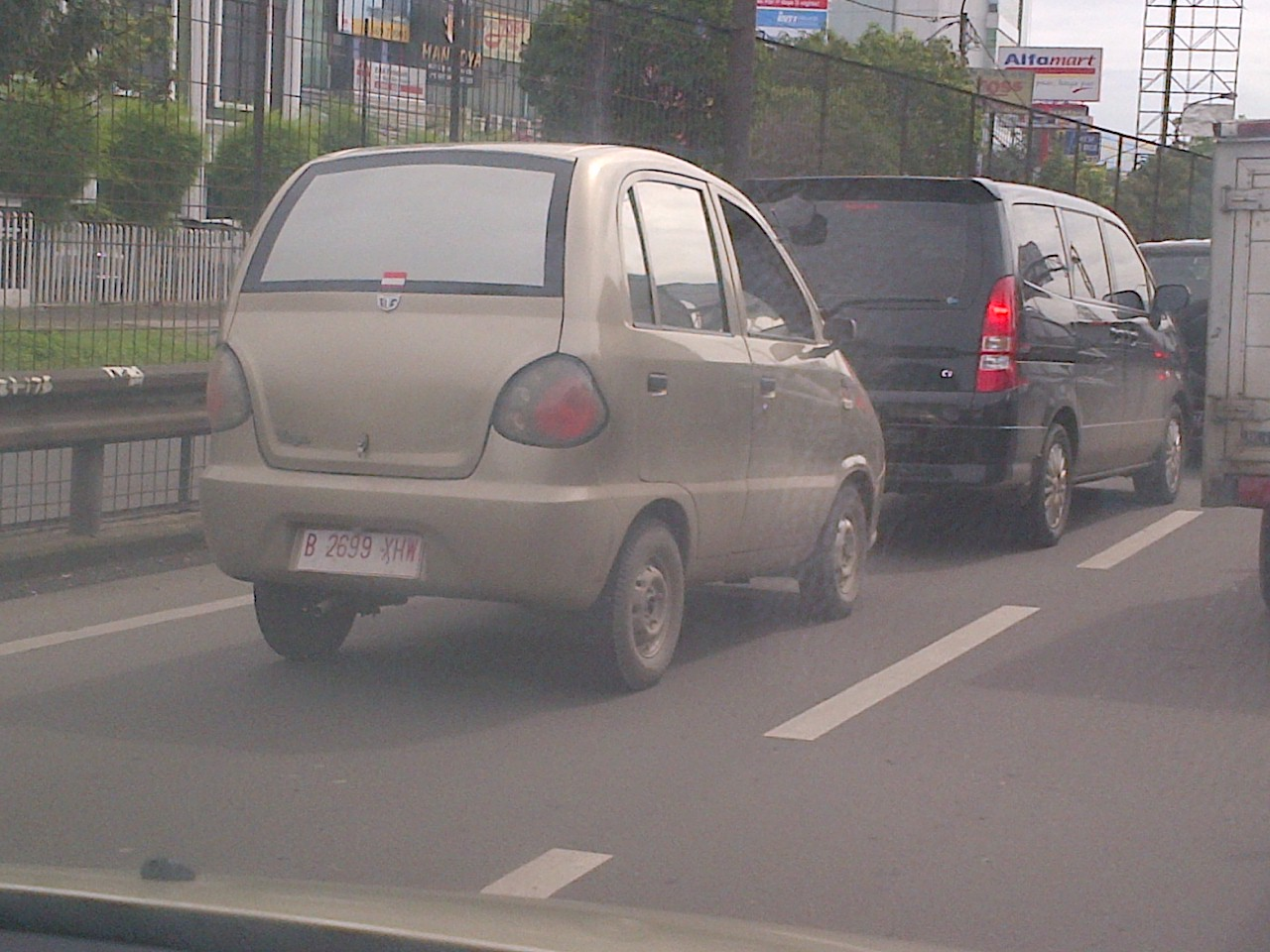
Tawon in Jakarta, Indonesien

PT Super Gasindo ist ein indonesischer Hersteller von Automobilen.

## Unternehmensgeschichte
Das Unternehmen aus Rangkasbitung begann 2007 mit der Entwicklung und 2010 mit der Produktion von Automobilen. Der Markenname lautet Tawon.

## Fahrzeuge
Das Unternehmen stellt Kleinstwagen her. Ein wassergekühlter Zweizylinder-Viertaktmotor mit 76 mm Bohrung, 71 mm Hub und 644 cm³ Hubraum leistet 28 PS. Das Getriebe hat vier Gänge. Im Angebot stehen auch Nutzfahrzeugvarianten.